# Championnat d'Afrique des nations de football 2016
Navigation
Afrique du Sud 2014 Maroc 2018
Le Championnat d'Afrique des nations de football 2016 (CHAN 2016) est une compétition de football qui se dispute au Rwanda en 2016, organisée par la Confédération africaine de football (CAF). Il s'agit de la quatrième édition du Championnat d'Afrique des nations qui met en compétition les 16 meilleures équipes africaines locales réparties en quatre poules de quatre équipes.

## Qualifications
Les qualifications du Championnat d'Afrique des nations s'effectuent par zone. La Rwanda est qualifiée d'office en tant que pays organisateur ; trente-huit autres équipes doivent passer par les qualifications organisées de la manière suivante :
- Zone Nord : deux qualifiés parmi trois équipes à la suite d'un seul tour entre la Tunisie, Le Maroc et la Libye (L'Algérie est suspendue pour cette édition pour avoir déclaré forfait face à la Libye lors des qualifications pour l'édition 2014) ;
- Zone Ouest A : deux qualifiés parmi huit équipes en deux tours ;
- Zone Ouest B : trois qualifiés parmi six équipes en deux tours ;
- Zone centrale : trois qualifiés parmi six équipes en deux tours ;
- Zone Centre-Est : deux qualifiés parmi sept équipes en deux tours, plus le Rwanda, pays organisateur qualifié d'office. ;
- Zone Sud : 3 qualifiés parmi 12 équipes en trois tours,

### Équipes qualifiées

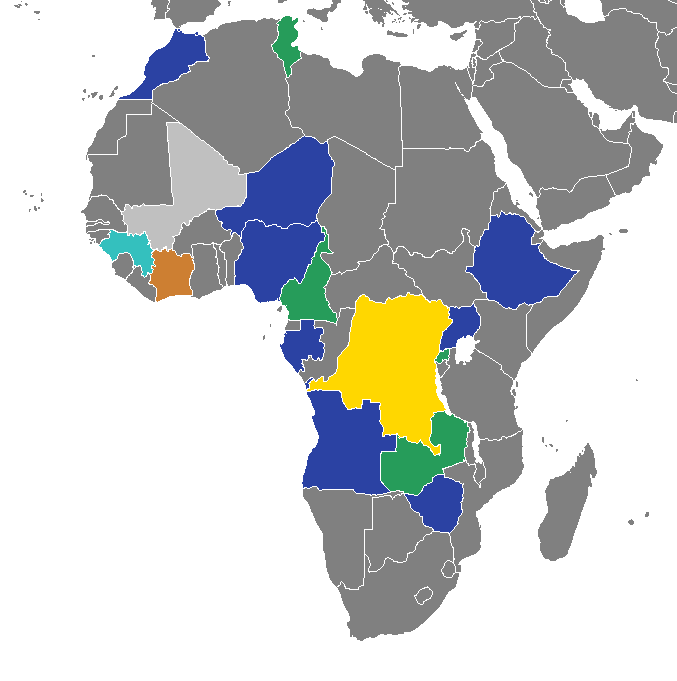
Les qualifiés ainsi que leurs performances pour le CHAN 2016

| Zone            | Équipe             |
| --------------- | ------------------ |
| Zone Nord       | Maroc              |
| Zone Nord       | Tunisie            |
| Zone Ouest A    | Mali               |
| Zone Ouest A    | Guinée             |
| Zone Ouest B    | Nigeria            |
| Zone Ouest B    | Côte d'Ivoire      |
| Zone Ouest B    | Niger              |
| Zone centrale   | RD Congo           |
| Zone centrale   | Cameroun           |
| Zone centrale   | Gabon              |
| Zone Centre-Est | Rwanda (Pays Hôte) |
| Zone Centre-Est | Ouganda            |
| Zone Centre-Est | Éthiopie           |
| Zone Sud        | Zambie             |
| Zone Sud        | Zimbabwe           |
| Zone Sud        | Angola             |

## Phase de groupes

### Règlement
- En cas d’égalité de points entre deux équipes ou plus, au terme des matches de groupe, les équipes sont départagées selon les critères successifs suivants:
- le plus grand nombre de points obtenus lors des rencontres entre les équipes en question
- la meilleure différence de buts lors des rencontres entre les équipes en question
- le plus grand nombre de buts marqués dans les matchs de groupe entre les équipes concernées
- la différence de buts sur l’ensemble des parties disputées dans le groupe
- le plus grand nombre de buts marqués sur l’ensemble des matches du groupe
- le classement fair-play
- un tirage au sort effectué par la CAF

### Groupe A
|   | Équipe        | Pts | J | G | N | P | BP | BC | Diff |
| - | ------------- | --- | - | - | - | - | -- | -- | ---- |
| 1 | Rwanda        | 6   | 3 | 2 | 0 | 1 | 4  | 5  | -1   |
| 2 | Côte d'Ivoire | 6   | 3 | 2 | 0 | 1 | 5  | 2  | +3   |
| 3 | Maroc         | 4   | 3 | 1 | 1 | 1 | 4  | 2  | +2   |
| 4 | Gabon         | 1   | 3 | 0 | 1 | 2 | 2  | 6  | -4   |

| Journée 1             | Rwanda        | 1 - 0 | Côte d'Ivoire | Stade Amahoro, Kigali           |                                 |
| 16 janvier 2016 15:00 | Bayisenge 15e |       |               | Arbitrage : Hamada Nampiandraza | Arbitrage : Hamada Nampiandraza |

| Journée 1             | Gabon | 0 - 0 | Maroc | Stade Amahoro, Kigali      |                            |
| 16 janvier 2016 18:00 |       |       |       | Arbitrage : Joseph Lamptey | Arbitrage : Joseph Lamptey |

| Journée 5             | Rwanda         | 2 - 1 | Gabon         | Stade Amahoro, Kigali     |                           |
| 20 janvier 2016 15:00 | Sugira 42e 47e |       | 54e Boupendza | Arbitrage : Janny Sikazwe | Arbitrage : Janny Sikazwe |

| Journée 5             | Maroc | 0 - 1 | Côte d'Ivoire    | Stade Amahoro, Kigali             |                                   |
| 20 janvier 2016 18:00 |       |       | 45e (pen.) Zakri | Arbitrage : Bamlak Tessema Weyesa | Arbitrage : Bamlak Tessema Weyesa |

| Journée 9             | Maroc                                     | 4 - 1 | Rwanda          | Stade Amahoro, Kigali       |                             |
| 24 janvier 2016 16:00 | Mouaoui 15e 43e · Aziz 23e · Khadrouf 38e |       | 27e Ngomirakiza | Arbitrage : Mahamadou Keita | Arbitrage : Mahamadou Keita |

| Journée 9             | Côte d'Ivoire                             | 4 - 1 | Gabon       | Stade Huye, Butare         |                            |
| 24 janvier 2016 16:00 | Aka 18e · Djédjé 65e · Boua 76e · Blé 83e |       | 50e Obambou | Arbitrage : Ali Lemghaifry | Arbitrage : Ali Lemghaifry |

### Groupe B
|   | Équipe                           | Pts | J | G | N | P | BP | BC | Diff |
| - | -------------------------------- | --- | - | - | - | - | -- | -- | ---- |
| 1 | Cameroun                         | 7   | 3 | 2 | 1 | 0 | 4  | 1  | +3   |
| 2 | République démocratique du Congo | 6   | 3 | 2 | 0 | 1 | 8  | 5  | +3   |
| 3 | Angola                           | 3   | 3 | 1 | 0 | 2 | 4  | 6  | -2   |
| 4 | Éthiopie                         | 1   | 3 | 0 | 1 | 2 | 1  | 5  | -4   |

| Journée 2             | RD Congo                              | 3 - 0 | Éthiopie | Stade Huye, Butare          |                             |
| 17 janvier 2016 15:00 | Lusadisu 44e · Luvumbu 46e · Elia 57e |       |          | Arbitrage : Malang Diedhiou | Arbitrage : Malang Diedhiou |

| Journée 2             | Angola | 0 - 1 | Cameroun   | Stade Huye, Butare          |                             |
| 17 janvier 2016 18:00 |        |       | 23e Atouba | Arbitrage : Mahamadou Keita | Arbitrage : Mahamadou Keita |

| Journée 6             | RD Congo                                        | 4 - 2 | Angola                         | Stade Huye, Butare         |                            |
| 21 janvier 2016 15:00 | Munganga 8e · Elia 18e · Bolingi 38e · Bope 82e |       | 75e Gelson · 84e (csc) Kimwaki | Arbitrage : Ali Lemghaifry | Arbitrage : Ali Lemghaifry |

| Journée 6             | Éthiopie | 0 - 0 | Cameroun | Stade Huye, Butare        |                           |
| 21 janvier 2016 18:00 |          |       |          | Arbitrage : Denis Dembele | Arbitrage : Denis Dembele |

| Journée 10            | Éthiopie    | 1 - 2 | Angola            | Stade Amahoro, Kigali           |                                 |
| 25 janvier 2016 16:00 | Tesfaye 74e |       | 54e 72e Ary Papel | Arbitrage : Hamada Nampiandraza | Arbitrage : Hamada Nampiandraza |

| Journée 10            | RD Congo    | 1 - 3 | Cameroun                              | Stade Huye, Butare         |                            |
| 25 janvier 2016 16:00 | Mundele 47e |       | 40e Atouba · 51e Ngamaleu · 63e Nlend | Arbitrage : Joseph Lamptey | Arbitrage : Joseph Lamptey |

### Groupe C
|   | Équipe  | Pts | J | G | N | P | BP | BC | Diff |
| - | ------- | --- | - | - | - | - | -- | -- | ---- |
| 1 | Tunisie | 5   | 3 | 1 | 2 | 0 | 8  | 3  | +5   |
| 2 | Guinée  | 5   | 3 | 1 | 2 | 0 | 5  | 4  | +1   |
| 3 | Nigeria | 4   | 3 | 1 | 1 | 1 | 5  | 3  | +2   |
| 4 | Niger   | 1   | 3 | 0 | 1 | 2 | 3  | 11 | -8   |

| Journée 3             | Tunisie         | 2 - 2 | Guinée            | Stade Régional Nyamirambo, Kigali |                            |
| 18 janvier 2016 15:00 | Akaichi 33e 50e |       | 40e 87e A. Camara | Arbitrage : Daniel Bennett        | Arbitrage : Daniel Bennett |

| Journée 3             | Nigeria                           | 4 - 1 | Niger    | Stade Régional Nyamirambo, Kigali |                                 |
| 18 janvier 2016 18:00 | Okoro 46e · Chikatara 75e 81e 90e |       | 80e Adje | Arbitrage : Ibrahim Nour El Din   | Arbitrage : Ibrahim Nour El Din |

| Journée 7             | Tunisie     | 1 - 1 | Nigeria       | Stade Régional Nyamirambo, Kigali |                          |
| 22 janvier 2016 15:00 | Akaichi 69e |       | 52e Chikatara | Arbitrage : Joshua Bondo          | Arbitrage : Joshua Bondo |

| Journée 7             | Niger                         | 2 - 2 | Guinée                      | Stade Régional Nyamirambo, Kigali |                                |
| 22 janvier 2016 18:00 | M. Moussa 37e · A. Moussa 49e |       | 38e Sylla · 78e K. Bangoura | Arbitrage : Thierry Nkurunziza    | Arbitrage : Thierry Nkurunziza |

| Journée 11            | Nigeria | 0 - 1 | Guinée      | Stade Umuganda, Gisenyi          |                                  |
| 26 janvier 2016 16:00 |         |       | 45e Sankhon | Arbitrage : Noureddine El Jaafar | Arbitrage : Noureddine El Jaafar |

| Journée 11            | Niger | 0 - 5 | Tunisie                                                | Stade Régional Nyamirambo, Kigali |                                   |
| 26 janvier 2016 16:00 |       | (0-2) | 5e 39e Bguir · 78e Akaichi · 80e Ben Amor · 91e Essifi | Arbitrage : Bamlak Tessema Weyesa | Arbitrage : Bamlak Tessema Weyesa |

### Groupe D
|   | Équipe   | Pts | J | G | N | P | BP | BC | Diff |
| - | -------- | --- | - | - | - | - | -- | -- | ---- |
| 1 | Zambie   | 7   | 3 | 2 | 1 | 0 | 2  | 0  | +2   |
| 2 | Mali     | 5   | 3 | 1 | 2 | 0 | 3  | 2  | +1   |
| 3 | Ouganda  | 2   | 3 | 0 | 2 | 1 | 2  | 3  | -1   |
| 4 | Zimbabwe | 1   | 3 | 0 | 1 | 2 | 0  | 2  | -2   |

| Journée 4             | Zimbabwe | 0 - 1 | Zambie        | Stade Umuganda, Gisenyi    |                            |
| 19 janvier 2016 15:00 |          |       | 57e I. Chansa | Arbitrage : Hudu Munyemana | Arbitrage : Hudu Munyemana |

| Journée 4             | Mali                     | 2 - 2 | Ouganda                      | Stade Umuganda, Gisenyi       |                               |
| 19 janvier 2016 18:00 | Koïta 23e · Sinayoko 60e |       | 11e Ochaya · 40e (pen.) Miya | Arbitrage : Mehdi Abid Charef | Arbitrage : Mehdi Abid Charef |

| Journée 8             | Zimbabwe | 0 - 1 | Mali           | Stade Umuganda, Gisenyi           |                                   |
| 23 janvier 2016 15:00 |          |       | 82e M. Sissoko | Arbitrage : Davies Ogenche Omweno | Arbitrage : Davies Ogenche Omweno |

| Journée 8             | Ouganda | 0 - 1 | Zambie         | Stade Umuganda, Gisenyi      |                              |
| 23 janvier 2016 18:00 |         |       | 41e C. Katongo | Arbitrage : Juste Ephrem Zio | Arbitrage : Juste Ephrem Zio |

| Journée 12            | Zambie | 0 - 0 | Mali | Stade Régional Nyamirambo, Kigali |                                 |
| 27 janvier 2016 16:00 |        |       |      | Arbitrage : Ibrahim Nour El Din   | Arbitrage : Ibrahim Nour El Din |

| Journée 12            | Ouganda           | 1 - 1 | Zimbabwe    | Stade Umuganda, Gisenyi     |                             |
| 27 janvier 2016 16:00 | G. Sserunkuma 93e |       | 49e Manondo | Arbitrage : Malang Diedhiou | Arbitrage : Malang Diedhiou |

## Phase finale

### Quarts de finale
| 30 janvier 2016 | Rwanda     | 1-2 ap | RD Congo                         | Stade Amahoro, Kigali      |                            |
|                 | Sugira 57e | (0-1)  | 11e Doxa Gikanji · 113e Bompunga | Arbitrage : Daniel Bennett | Arbitrage : Daniel Bennett |

| 30 janvier 2016 | Cameroun | 0-3 ap | Côte d'Ivoire                          | Stade Huye, Butare       |                          |
|                 |          | (0-0)  | 95e Boua · 102e Atcho · 112e N'Guessan | Arbitrage : Joshua Bondo | Arbitrage : Joshua Bondo |

| 31 janvier 2016 | Tunisie    | 1-2   | Mali                          | Stade Régional Nyamirambo, Kigali |                                 |
| 15:00           | Moncer 14e | (1-0) | 70e (pen.) Dieng · 81e Diarra | Arbitrage : Hamada Nampiandraza   | Arbitrage : Hamada Nampiandraza |

| 31 janvier 2016 | Zambie                                                             | 0-0 ap          | Guinée                                                      | Stade Umuganda, Gisenyi           |                                   |
| 18:00           |                                                                    | (0-0)           |                                                             | Arbitrage : Bamlak Tessema Weyesa | Arbitrage : Bamlak Tessema Weyesa |
| 18:00           | Kalaba · Mfune · Sautu · Kabamba · C.C. Chama · A. Chama · Musekwa | Tirs au but 4-5 | Bangoura · Sankoh · Thiam · Youla · Camara · Soumah · Keita | Arbitrage : Bamlak Tessema Weyesa | Arbitrage : Bamlak Tessema Weyesa |

### Demi-finales
| 3 février 2016 | RD Congo                                                        | 1-1 ap          | Guinée                                                                       | Stade Amahoro, Kigali             |                                   |
| 16:00          | Bolingi 102e                                                    | (0-0)           | 120+1e Sankhon                                                               | Arbitrage : Davies Ogenche Omweno | Arbitrage : Davies Ogenche Omweno |
| 16:00          | Kimwaki · Tulengi · Miche · Bolingi · Lomalisa · Gikanji · Elia | Tirs au but 5-4 | I. Bangoura · Sankhon · Ab. Camara · Thiam · K. Bangoura · D. Camara · Youla | Arbitrage : Davies Ogenche Omweno | Arbitrage : Davies Ogenche Omweno |

| 4 février 2016 | Mali         | 1-0   | Côte d'Ivoire | Stade Régional Nyamirambo, Kigali |                                 |
| 16:00          | Bissouma 88e | (0-0) |               | Arbitrage : Ibrahim Nour El Din   | Arbitrage : Ibrahim Nour El Din |

### Match pour la troisième place
| 7 février 2016 | Guinée         | 1-2   | Côte d'Ivoire               | Stade Amahoro, Kigali      |                            |
| 15:00          | Ab. Camara 85e | (0-2) | 31e (csc) Youla · 35e Badie | Arbitrage : Hudu Munyemana | Arbitrage : Hudu Munyemana |

### Finale
| 7 février 2016 | RD Congo                   | 3 - 0   | Mali | Stade Amahoro, Kigali                           |                                                 |
| 18:30          | Elia 29e 61e · Bolingi 73e | (1 - 0) |      | Spectateurs : 20 000 Arbitrage : Daniel Bennett | Spectateurs : 20 000 Arbitrage : Daniel Bennett |

| CAN 2016 : vainqueur RD Congo 2e titre |

## Buteurs
Ci-dessous, la liste des buteurs du tournoi.
4 buts
- Meschack Elia
- Chisom Chikatara
- Ahmed Akaichi

3 buts
- Jonathan Bolingi
- Ernest Sugira

2 buts
- Ary Papel
- Yazid Atouba
- Alsény Camara Agogo
- Ibrahima Sory Sankhon
- Aboubacar Iyanga Sylla
- Koffi Boua
- Abdelghani Mouaoui
- Saad Bguir

1 but
- Gelson
- Moumi Ngamaleu
- Samuel Nlend
- Merveille Bope
- Botuli Bompunga
- Doxa Gikanji
- Guy Lusadisu
- Héritier Luvumbu
- Jean-Marc Makusu
- Nelson Munganga
- Siyoum Tesfaye
- Aaron Boupendza
- Franck Obambou
- Kilé Bangoura
- Essis Aka
- Djobo Atcho
- Gbagnon Badie
- Treika Blé
- Guiza Djédjé
- Serge N'Guessan
- Yannick Zakri
- Yves Bissouma
- Abdoulaye Diarra
- Aliou Dieng
- Sékou Koïta
- Hamidou Sinayoko
- Moussa Sissoko
- Mohamed Aziz
- Abdeladim Khadrouf
- Adebayor Zakari Adje
- Adamou Moussa
- Mossi Issa Moussa
- Osas Okoro
- Emery Bayisenge
- Hegman Ngomirakiza
- Mohamed Amine Ben Amor
- Hichem Essifi
- Mohamed Ali Moncer
- Farouk Miya
- Geoffrey Sserunkuma
- Erisa Ssekisambu
- Isaac Chansa
- Christopher Katongo
- William Manondo

1 but contre-son-camp
- Joël Kimwaki (pour l'Angola)
- Mohamed Youla (pour la Côte d'Ivoire)

### Meilleur joueur Total de la CAN 2016
| Équipe   | Joueur        |
| -------- | ------------- |
| RD Congo | Meschack Elia |